# Guy Terjanian
Guy Terjanian ist ein französischer Mathematiker, der sich mit (algebraischer) Zahlentheorie befasst.
Terjanian wurde 1970 an der Universität Paris IV (Sorbonne) bei Claude Chevalley promoviert (Dimension arithmétique d` un corps). Er lehrte an der Universität Toulouse III (Paul Sabatier).
1966 fand er ein Gegenbeispiel zur Vermutung von Emil Artin, dass ein homogenes Polynom von Grad d in {\displaystyle d^{2}+1} Variablen  mindestens eine Nullstelle in den p-adischen Zahlen hat. Zuvor hatten James Ax und Simon Kochen bewiesen, dass es eine Lösung für p-adische Zahlen gibt, falls p größer als eine Schranke ist, die nur von d abhängt, aber nicht vom Polynom (Satz von Ax-Kochen). Terjanian fand ein homogenes Polynom vom Grad 4 in 18 Variablen ohne 2-adische Lösung.
1977 zeigte er, dass für eine Lösung der Fermatgleichung zum Exponenten 2p (mit p einer ungeraden Primzahl)  {\displaystyle x^{2p}+y^{2p}=z^{2p}} folgt, dass der Exponent 2p ein Teiler von x und y ist. Damit war das große Fermatsche Problem für alle geraden Potenzen gelöst (der Fall des Exponenten 4 war schon zuvor gelöst).